# Professione killer
Professione killer (Angel's Dance) è un film thriller/commedia nera di produzione americano-tedesca, scritto e diretto da David L. Corley e prodotto da David Bixler, con protagonisti James Belushi, Sheryl Lee e Kyle Chandler.

## Trama
Tony Greco vuole diventare un sicario della mafia, ma prima deve fare un addestramento e viene indirizzato da un esperto, Stevie Rosellini. Greco non condivide lo stile di vita di Stevie, ma deve completare la sua formazione per poter uccidere il contabile della mafia che sta per testimoniare. La sua prova finale sarà quella di  uccidere una persona scelta a caso dalle pagine gialle. Viene scelta Angelica Chaste, una donna molto disturbata. Tony piano piano si innamorerà di Angel e non riuscirà ad ucciderla, quindi Stevie decide di portare a termine da solo il lavoro.